# Academi
A Constellis ou Academi é uma empresa militar privada americana, fundada em 1997 por Erik Prince.  Anteriormente conhecido como Blackwater, a empresa foi renomeada Xe Services em 2009 e Academi em 2011. A empresa foi comprada no final de 2010 por um grupo de investidores privados que mudou o nome para Academi e instituiu um conselho de administração e nova gerência sênior. Erik Prince reteve os direitos sobre o nome Blackwater e não tem nenhuma afiliação com Academi. A empresa recebeu ampla publicidade em 2007, quando assassinaram ao menos 17 civis iraquianos e feriram 20 no que ficou conhecido como Massacre da Praça Nisour, em Bagdá.
A Academi continua a prestar serviços de segurança para o governo dos Estados Unidos. A administração Obama contratou o grupo para prestar serviços para a CIA por US$ 250 milhões. Em 2013, a subsidiária Academi Soluções de Desenvolvimento Internacional recebeu um contrato de cerca de 92 milhões de dólares para segurança do Departamento de Estado.
A empresa tem uma divisão para cada atividade: uma divisão de aviação (Aviation Worldwide ou Presidential Airways), uma divisão com atividades na Colômbia e em vários países (Greystone), uma divisão de serviços de inteligência (Total Intelligence Solutions) e  também uma divisão responsável pelos serviços secretos que a companhia realiza juntamente com a CIA, denominada Blackwater Select, segundo revelações do New York Times, publicadas em 20 de agosto de 2009.
O livro Blackwater - A Ascensão do Exército Mercenário Mais Poderoso do Mundo de 2006, escrito pelo pesquisador e repórter investigativo Jeremy Scahill, expôs pela primeira vez as ligações da empresa com algumas atividades da CIA.  A obra documenta as atividades da Blackwater e contém informações sobre as relações de Alvin "Buzzy" Krongard (ex-diretor executivo da CIA) com Erik Prince.
A Blackwater assumiu uma posição privilegiada em poucos anos, graças a seus inúmeros contratos com o governo americano, facilitados pelo relacionamento da companhia com vários executivos do governo. Seus negócios ganharam considerável impulso após os atentados de 11 de setembro (2001), com a chamada "Guerra ao Terror". A empresa chegou a contratar militantes famosos, como Zacarias Moussaoui.[carece de fontes?]